# إيفا كوباتش
إيفا بوغينا كوباتش (بالبولندية: Ewa Bożena Kopacz)
[]  (مواليد 3 ديسمبر 1956)؛ سياسية بولندية تنتمي لحزب المنصة المدنية تشغل منصب نائبة رئيس البرلمان الأوروبي. قبل ذلك شغلت منصب رئيسة وزراء بولندا من سبتمبر 2014 إلى نوفمبر 2015 ورئيس مجلس النواب البولندي من نوفمبر 2011 إلى سبتمبر 2014 وكانت أول امرأة تشغل هذا المنصب. كما أنها شغلت منصب وزيرة الصحة من نوفمبر 2007 حتى نوفمبر 2011. قبل دخولها المجال السياسي كانت طبيبة أطفال و طبيبة عامة.
توصف Kopacz كواحدة من قادة الاتحاد الأوروبي، وقد صنفتها مجلة فوربس في المرتبة الأربعين بين أكثر النساء تأثيراً في العالم في عام 2015، متقدمة بذلك على الملكة إليزابيث الثانية وإيلين دي جينيرز.

## روابط خارجية
- إيفا كوباتش على موقع الموسوعة البريطانية (الإنجليزية)
- إيفا كوباتش على موقع مونزينجر (الألمانية)